# ويلسون لويس
ويلسون لويس (بالإنجليزية: Wilson Lewis)‏ (1 يناير 1873 في المملكة المتحدة - ) هو لاعب كرة قدم بريطاني (وحمل سابقاً جنسية المملكة المتحدة لبريطانيا العظمى وأيرلندا) في مركز الهجوم. لعب مع برمنغهام سيتي وBromyard Town F.C. ‏ وHereford Thistle F.C. ‏.